# Stemmiulus perexiguus
Stemmiulus perexiguus är en mångfotingart. Stemmiulus perexiguus ingår i släktet Stemmiulus och familjen Stemmiulidae. Inga underarter finns listade i Catalogue of Life.